# Caucano
Caucano (em grego medieval: καυχανος; romaniz.: kauchanos; em búlgaro: Кавхан; romaniz.: kavhan; segundo alguns historiadores o termo deve ser lido como kaphan) era um dos mais importantes oficiais do Primeiro Império Búlgaro. De acordo com a opinião majoritária, ele era a segunda pessoa mais importante em todo o estado búlgaro, logo depois do monarca, tinha diversas responsabilidades e concentrava muito poder e autoridade. O caucano era o comandante-em-chefe do exército búlgaro e um dos principais diplomatas do estado. Ele também era membro do "Conselho Boiardo" e um dos mais importantes conselheiros do monarca; por vezes, era também o seu regente ou mesmo co-governante. O caucano era um alto magistrado e substituía o monarca sempre que ele estivesse fora da capital. Finalmente, é provável que ele fosse também um juiz.

## História
Assume-se atualmente que havia uma proeminente família boiarda na aristocracia búlgara e da qual o caucano era escolhido geração após geração - o chamado "povo do caucano". O título seria, portanto, hereditário e vitalício. De acordo com a maior parte dos historiadores, o título sobreviveu ao fim do Primeiro Império depois da conquista de Basílio II em 1018. A última pessoa a deter as prerrogativas e responsabilidades de um caucano foi Jorge, o Boitaco, que incitou a revolta de Constantino Bodino em 1072.
Durante o reinado de Samuel, o caucano era Domeciano, que foi capturado pelos bizantinos e terminou sucedido pelo irmão, Teodoro, durante o reinado de João Vladislau.
Outro famoso caucano foi Pedro, que realizou três missões à Roma e uma a Constantinopla durante o reinado de Bóris I. O mais famoso caucano e também o que trouxe mais benefícios à Bulgária foi Isbul. Ele ocupou a posição durante o reinado de três cãs: Omurtague (r. 815–831), Malamir (r. 831–836) e seu sobrinho Presiano (r. 836–852). Entre seus méritos estão a reconstrução de Plisca no reinado de Omurtague e a criação de uma nova administração estatal centralizada. Ele também coordenou uma ação para capturar espiões bizantinos e estava entre os iniciadores da paz de 30 anos do Tratado de 815, muito favorável à Bulgária. Isbul comandou os exércitos búlgaros na vitoriosa campanha contra os bizantinos no sul da Macedônia.